# Complete Madness
Complete Madness è il primo album discografico di raccolta del gruppo musicale ska britannico dei Madness, pubblicato nel 1982.

## Tracce
1. Embarrassment (Mike Barson, Lee Thompson) – 3:13
2. Shut Up (Chris Foreman, Graham McPherson) – 2:53
3. My Girl (Mike Barson) – 2:47
4. Baggy Trousers (Foreman, McPherson) – 2:48
5. It Must Be Love (Labi Siffre) – 3:20
6. The Prince (Lee Thompson) – 2:29
7. Bed & Breakfast Man (Barson) – 2:34
8. Night Boat to Cairo (Barson, McPherson) – 3:33
9. House of Fun (Barson, Thompson) – 2:51
10. One Step Beyond (Cecil Campbell) – 2:21
11. Cardiac Arrest (Foreman, Carl Smyth) – 2:59
12. Grey Day (Barson) – 3:41
13. Take It or Leave It (Barson, Thompson) – 3:28
14. In the City (Barson, Crutchfield, Foreman, Inoue, McPherson, Smyth) – 3:01
15. Madness (Campbell) – 2:40
16. The Return of the Los Palmas 7 (Barson, Mark Bedford. Dan Woodgate) – 2:35

## Formazione
- Graham McPherson (Suggs) – voce
- Mike Barson (Monsieur Barso) – tastiere, strumenti vari
- Chris Foreman (Chrissie Boy) – chitarre
- Mark Bedford (Bedders) – basso
- Lee Thompson (Kix) – sassofono, voce
- Daniel Woodgate (Woody) - batteria, percussioni
- Cathal Smyth (Chas Smash) – tromba, voce